# Pinheiro de Coja
Pinheiro de Coja is een plaats (freguesia) in de Portugese gemeente Tábua en telt 372 inwoners (2001).